# Système de Bange
Le système de Bange est un système d'artillerie français adopté en 1877. Il s'agit du premier système français d'artillerie moderne, à savoir que l'âme du canon est rayée, le tube est en acier et le chargement s'effectue par la culasse[réf. nécessaire].